# Melanocoris pingreensis
Melanocoris pingreensis är en insektsart som först beskrevs av Drake och Harris 1926.  Melanocoris pingreensis ingår i släktet Melanocoris och familjen näbbskinnbaggar. Inga underarter finns listade i Catalogue of Life.